# RED Air
RED Air — бюджетная доминиканская авиакомпания со штаб-квартирой в Санто-Доминго.

## История
Основана в 2020 году как совместное предприятие венесуэльской авиакомпании LASER Airlines и доминиканского оператора фиксированной связи SERVAIR Dominicana, получила сертификат эксплуатанта в ноябре 2021 года.

## Пункты назначения
На август 2022 года авиакомпания выполняет следующие рейсы:
| Страна                   | Город         | Аэропорт                      | Примечания |
| ------------------------ | ------------- | ----------------------------- | ---------- |
| Доминиканская Республика | Санто-Доминго | Аэропорт Лас-Америкас         |            |
| США                      | Майами        | Международный аэропорт Майами | [ 2 ]      |

## Флот

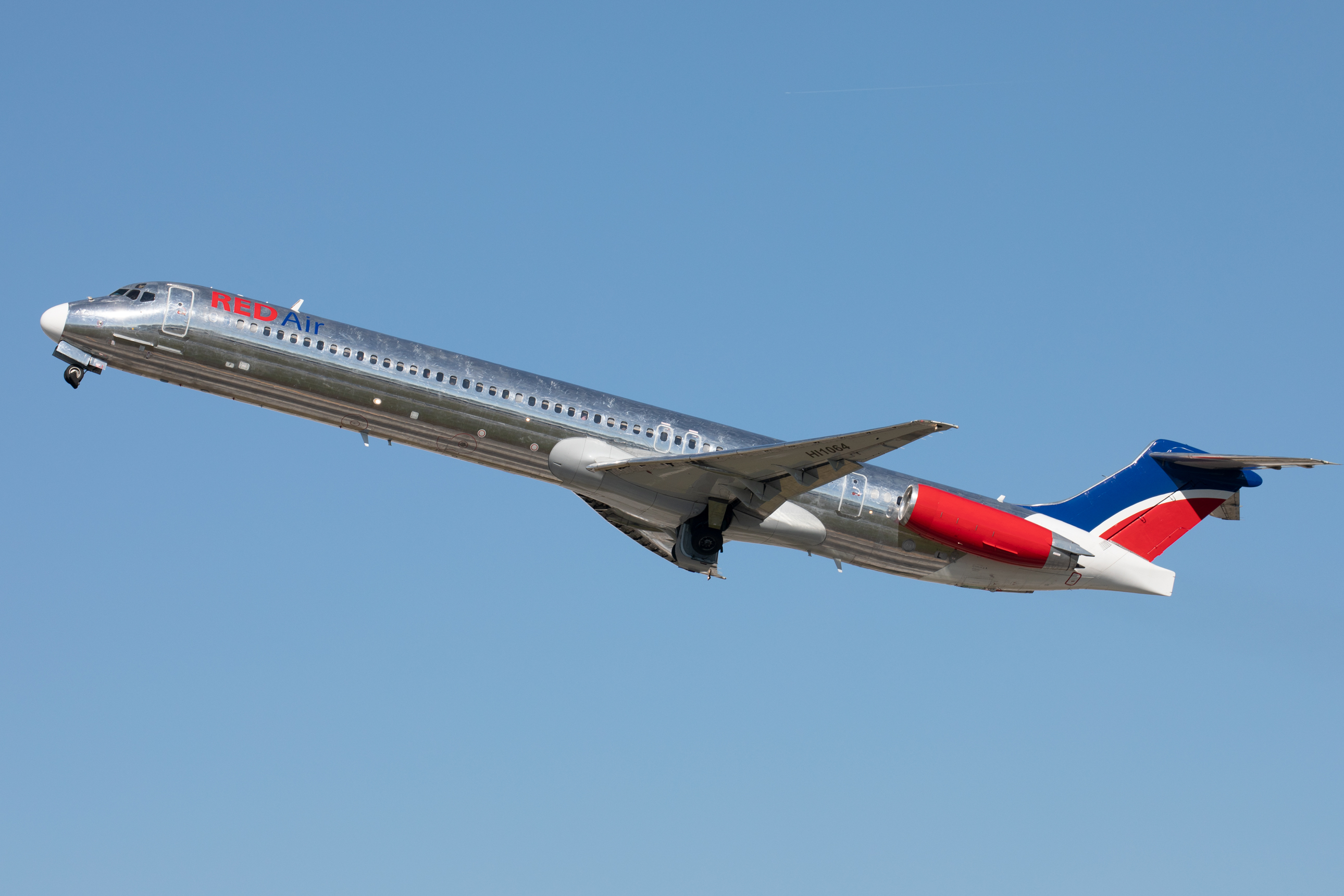
McDonnell Douglas MD-82 авиакомпании «RED Air»

На август 2022 года флот авиакомпании «RED Air» насчитывает 2 самолёта McDonnell Douglas MD-82 (до инцидента с рейсом 203 их было 3).

## Происшествия и катастрофы
- 21 июня 2022 года, самолёт McDonnell Douglas MD-82 авиакомпании RED Air выполнял рейс по маршруту Доминикана—Майами, но при посадке в аэропорту Майами, выкатился за пределы ВПП и загорелся. Никто не погиб. Впоследствии самолёт был списан[4][5].